# پل پهلوی‌دژ
پل پهلوی دژ مربوط به دوره صفوی است و در آق قلا، مرکز شهر واقع شده و این اثر در تاریخ ۲۷ خرداد ۱۳۵۱ با شمارهٔ ثبت ۹۱۹ به‌عنوان یکی از آثار ملی ایران به ثبت رسیده است.